# 奥山コーシンの日よう朝から生ワイド
奥山コーシンの日よう朝から生ワイド（おくやまコーシンのにちようあさからなまワイド）は1989年4月9日から1990年10月7日までSTVラジオで放送したラジオ番組。

## 概要
- STVラジオとして、初の日曜日の午前の生ワイド番組として開始[1]。
- 1990年10月から午後の『サンデージャンボスペシャル』と統合され、『奥山コーシンの日よういっぱい生ワイド』にリニューアルされた。

## 出演者
- 奥山コーシン
- 堺なおこ

## コーナー
- コーシン流世論調査「名前に乾杯!!」